# Železná Ruda centrum
Železná Ruda centrum – przystanek kolejowy w miejscowości Železná Ruda, w kraju pilzneńskim, w Czechach. Położona jest na wysokości 775 m n.p.m.
Na stacji nie ma możliwości zakupu biletów, a obsługa podróżnych odbywa się w pociągu. 

## Linie kolejowe
- 183 Plzeň - Klatovy - Železná Ruda-Alžbětín